# 三浦碌郎

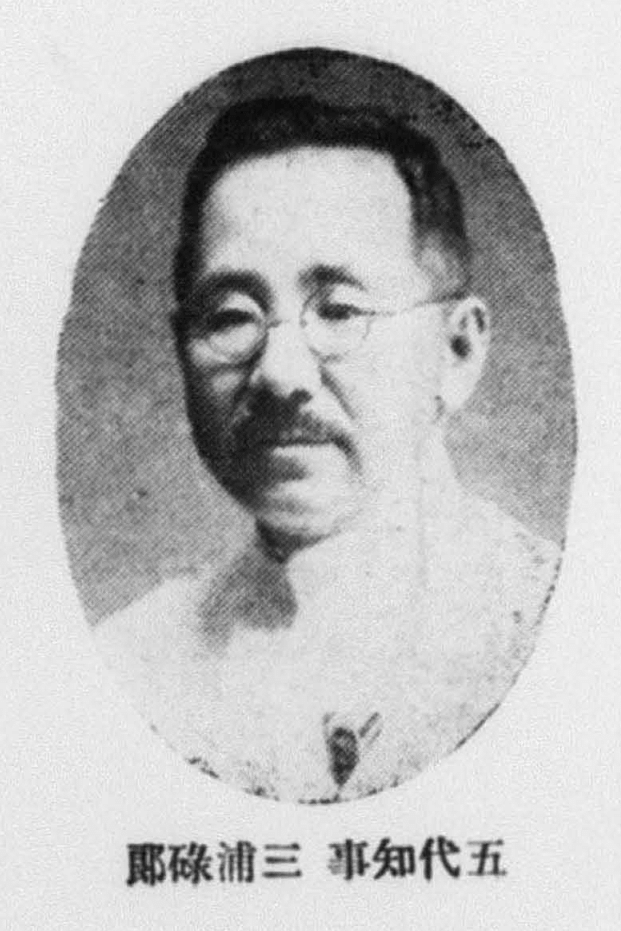
三浦碌郎（台中州知事時代）

三浦 碌郎（みうら ろくろう、1882年（明治15年）9月23日 - 1969年（昭和44年）12月16日）は、日本の内務・台湾総督府官僚、政治家。立川市長。

## 経歴
三浦覚の長男として京都府で生まれる。第三高等学校を経て、1908年10月、東京帝国大学法科大学法律学科を卒業。1909年、内務省に入り警視庁警部となる。1911年11月、高等文官試験行政科試験に合格。
以後、永代橋警察署長、警視庁警視、深川警察署長、扇橋警察署長、四谷警察署長、熊本県宇土郡長などを歴任。
1919年6月、台湾総督府に転じ、同府警視兼同府警務官・監察官となる。同府事務官・警務局衛生課長、同府州事務官・新竹州内務部長などを経て、1924年12月、高雄州知事に就任。1926年、本山文平の後任として、台中州知事となった後、1927年7月27日に吉岡荒造の後任として、1928年7月21日に依願免本官となるまで台湾台北地区で台北州の知事を担当した。管轄は、今の台北市、新北市、宜蘭県と基隆市など。
1930年5月、関東庁内務局長に就任。1932年1月29日、依願免本官となり退官した。同年8月、満州国に転じ、吉林省公署理事官総務庁長に就任。以後、国務院嘱託を経て、1936年3月から同年8月まで満州拓殖 (株)監事を務めた。
その後帰国し、1937年10月から1940年2月まで国民精神総動員中央連盟幹事に在任。1943年10月5日、立川市長に就任。臨戦体制の整備、立川消防署の設置などによる防災体制の整備に尽力。戦後は戦災からの復興、立川基地への米軍進駐などの対応に尽くし、1946年10月9日に市長を退任した。
その後、公職追放となり、追放解除後は立川市公民館長などを務めた。